# Pacific Racing
Pacific Racing je bývalý britský tým Formule 1, ve které startoval v letech 1994 – 1995.

## Začátky
V roce 1984 jej založil bývalý mechanik Keith Wiggins a stáj sídlila v britském Thetfordu. V 80. letech se věnoval závodům Formule Ford. S norským pilotem Haraldem Husmanem získal tým titul mistra Evropy i Beneluxu. Od roku 1985 za něj jezdil Bertrand Gachot, který následující sezonu získal mistrovský věnec v F Ford 2000. V sezoně 1987 vyhrál jejich pilot JJ Lehto na první pokus britskou sérii F Ford 2000.
Po tomto úspěchu se tým i jezdcem přesunuli do Formule 3, kde svůj výsledek v roce 1988 zopakovali.
Po skvělé sezoně tým postoupil do Formule 3000. V prvním roce vozy pilotovali JJ Lehto a Eddie Irvine. S kvalitním šasi od firmy Reynard Christian Fittipaldi zvítězil v mistrovství roku 1991. Pro sezonu 1993 plánoval majitel Wiggins tým posunout do Formule 1, avšak kvůli financím z tohoto cílem musel prozatím ustoupit.

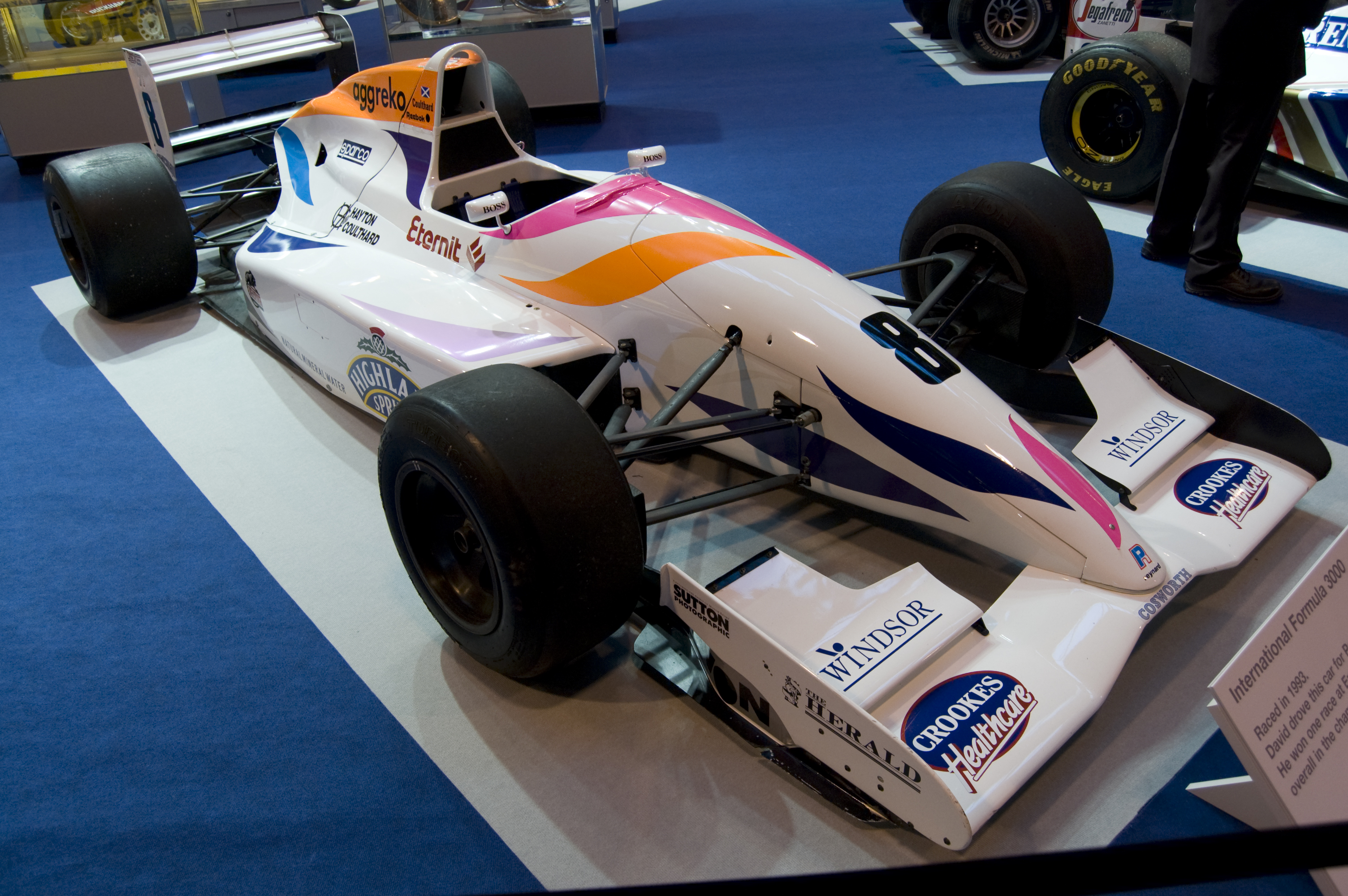
Monopost F 3000 týmu Pacific Racing pro Davida Coultharda

Proto Pacific i pro rok 1993 zůstal v F3000, jeho jezdci se stali David Coulthard a Michael Bartels. Coulthard s pětadvaceti body skončil třetí (za šampionem Olivierem Panisem a druhým Pedrem Lamym). Bartels obsadil se 4 body celkové 11. místo.

## Formule 1

### 1992-1993: Příprava
Plány na vstup do královské třídy začaly již v roce 1992. V průběhu dalších let si Keith Wiggins zajistil šasi, se kterým by se mohl těchto závodů účastnit. Vybral si ověřenou značku Reynard, neboť tato továrna se na začátku 90. let o vstup také pokoušela. Monopost se silně podobal Benettonu B191. Wiggins přihlásil Pacific Grand Prix již do sezony 1993 a pilotem se měl stát Michael Bartels. Spekulovalo se, že by jim měl motory dodávat Cosworth, nakonec se rozhodli pro pohonné jednotky od firmy Ilmor. Příprava na debut ovšem ztroskotala na finančních potížích a Wiggins musel přihlášku stáhnout.

### 1994
O rok odložený debut se konečně uskutečnil, přestože v zimě 1993/1994 opět stáj zažívala finanční těžkosti, jezdci Bertrand Gachot a Paul Belmondo museli do rozpočtu přinést značné sumy. Testovacím jezdcem byl jmenován Oliver Gavin Jejich vozem se stal Pacific PR 01, což byl již dříve avizovaný monopost Reynard podobající se Benettonu z roku 1991. Stáj již od začátku sezony zaostávala, neboť jejich stříbře nalakovaná auta připravovaná původně pro sezonu 1992 byla značně zastaralá. Sezona 1994 byla pro tým těžká, neboť do seriálu se přihlásil další britský tým Simtek, což znamenalo 28 jezdců, přitom v samotné grand prix mohlo startoval pouze 26 nejlepších. Piloti obou týmu proto sváděli souboj o to, aby se vůbec kvalifikovali do hlavního závodu. Začátkem sezony se to dařilo především Bertrandu Gachotovi, ke konci sezony však stále více zaostávali. Většinou se do velké ceny dostali díky problémům ostatních týmu. Do Grand Prix San Marina 1994 se kvalifikoval jen kvůli absenci Rolanda Ratzenbergera, který v sobotní kvalifikaci zemřel. Do Grand Prix Španělska 1994 mohly oba vozy zasáhnout, neboť se tým Sauber po těžké nehodě svého pilota Karla Wendlingera neúčastnil. Stáj nedokončila jediný závod, Gachotovi většinou vystavila stop některá z mnoha technických závad, Belmondo obě velké ceny, do nichž se kvalifikoval, nedokončil z důvodu jezdecké chyby, případně špatné kondice. V pozdějších letech se Gachot o monopostu Pacific PR 01 vyjádřil: „Bylo to nepojízdné auto, které mělo aerodynamiku ledničky. Byl jsem šťastný, že jsem s ním už vícekrát nemusel jezdit.“

### 1995
Tým investoval mnoho peněz do vývoje nového monopostu Pacific PR 02, který čerpal z vozů týmu Lotus, který na konci roku zkrachoval a Wiggins koupil jejich pohonné jednotky Ford, které slíbila upravit firma Ilmor. Oficiálním pilotem byl jmenován nadějný Ital Andrea Montermini, druhým pilotem zůstal Bertrand Gachot, jenž však po opětovných finančních problémech v polovině sezony tým opustil. Jako náhradu postupně angažovali dva platící jezdce Giovanni Lavaggiho a Jean-Denise Délétraze, když jejich sponzoři odmítli dále platit, vrátil se Bertrand Gachot a v Grand Prix Austrálie 1995 zajel vůbec nejlepší výsledek týmu – osmé místo. Pro poslední závody se stáj snažila získat Kacumi Jamamota a Olivera Gavina, ovšem FIA jim odmítla udělit superlicenci. V samotné sezoně odpadly těžkosti s kvalifikací, neboť ze seriálu odešly týmy Larrousse a Lotus a přišla pouze stáj Forti. Oba piloti většinu závodů nedokončili, především kvůli 16 poruchám, 8 nehodám a diskvalifikaci. Po odchodu Bertranda Gachota se začalo blýskat na lepší časy, vůz dojel do cíle v 6 velkých cenách za sebou, ovšem stále na nebodovaných pozicích.

## 1996- 1997: Formule 3000
Přestože tým sehnal sponzory i pro sezonu 1996, vrátil se do Formule 3000, kde za něj startovali Patrick Lemarié a Cristiano da Matta. I v sezoně následující zůstal Pacific ve stejné kategorii a dal šanci Oliveru Tichymu a Marku Gené. Ještě před koncem sezony musel tým svou činnost ukončit. Keith Wiggins se později angažoval v týmu MasterCard Lola a v závodech sportovních vozů hlavně při 24 hodin Le Mans.

## Kompletní výsledky ve Formuli 1
| Legenda k tabulce | Legenda k tabulce                                                                       |
| Barva             | Výsledek                                                                                |
| ----------------- | --------------------------------------------------------------------------------------- |
| Zlatá             | Vítěz                                                                                   |
| Stříbrná          | 2. místo                                                                                |
| Bronzová          | 3. místo                                                                                |
| Zelená            | Bodované umístění                                                                       |
| Modrá             | Nebodované umístění                                                                     |
| Modrá             | Dokončil neklasifikován (NC)                                                            |
| Fialová           | Odstoupil (Ret)                                                                         |
| Červená           | Nekvalifikoval se (DNQ)                                                                 |
| Červená           | Nepředkvalifikoval se (DNPQ)                                                            |
| Černá             | Diskvalifikován (DSQ)                                                                   |
| Bílá              | Nestartoval (DNS)                                                                       |
| Bílá              | Závod zrušen (C)                                                                        |
| Světle modrá      | Pouze trénoval (PO)                                                                     |
| Světle modrá      | Páteční testovací jezdec (TD)                                                           |
| Bez barvy         | Netrénoval (DNP)                                                                        |
| Bez barvy         | Vyřazen (EX)                                                                            |
| Bez barvy         | Nepřijel (DNA)                                                                          |
| Bez barvy         | Odvolal účast (WD)                                                                      |
| Bez barvy         | Nezúčastnil se (prázdné)                                                                |
| Označení          | Význam                                                                                  |
| Tučnost           | Pole position                                                                           |
| Kurzíva           | Nejrychlejší kolo                                                                       |
| †                 | Jezdec nedojel do cíle, ale byl klasifikován, protože odjel více než 90 % délky závodu. |
| ‡                 | Byl udělován poloviční počet bodů, protože bylo odjeto méně než 75 % délky závodu.      |
| Horní index       | Umístění bodujících jezdců ve sprintu                                                   |

| Rok  | Šasi         | Motor           | Pneu | Jezdec              | 1   | 2   | 3   | 4   | 5   | 6   | 7   | 8   | 9   | 10  | 11  | 12  | 13  | 14  | 15  | 16  | 17  | Umístění | Body |
| 1994 | Pacific PR01 | Ilmor 2175A V10 | G    |                     | BRA | PAC | SMR | MON | ESP | CAN | FRA | GBR | GER | HUN | BEL | ITA | POR | EUR | JPN | AUS |     | 0        | -    |
| 1994 | Pacific PR01 | Ilmor 2175A V10 | G    | Paul Belmondo       | DNQ | DNQ | DNQ | Ret | Ret | DNQ | DNQ | DNQ | DNQ | DNQ | DNQ | DNQ | DNQ | DNQ | DNQ | DNQ |     | 0        | -    |
| 1994 | Pacific PR01 | Ilmor 2175A V10 | G    | Bertrand Gachot     | Ret | DNQ | Ret | Ret | Ret | Ret | DNQ | DNQ | DNQ | DNQ | DNQ | DNQ | DNQ | DNQ | DNQ | DNQ |     | 0        | -    |
| 1995 | Pacific PR02 | Ford ED V8      | G    |                     | BRA | ARG | SMR | ESP | MON | CAN | FRA | GBR | GER | HUN | BEL | ITA | POR | EUR | PAC | JPN | AUS | 0        | -    |
| 1995 | Pacific PR02 | Ford ED V8      | G    | Bertrand Gachot     | Ret | Ret | Ret | Ret | Ret | Ret | Ret | 12  |     |     |     |     |     |     | Ret | Ret | 8   | 0        | -    |
| 1995 | Pacific PR02 | Ford ED V8      | G    | Giovanni Lavaggi    |     |     |     |     |     |     |     |     | Ret | Ret | Ret | Ret |     |     |     |     |     | 0        | -    |
| 1995 | Pacific PR02 | Ford ED V8      | G    | Jean-Denis Délétraz |     |     |     |     |     |     |     |     |     |     |     |     | Ret | NC  |     |     |     | 0        | -    |
| 1995 | Pacific PR02 | Ford ED V8      | G    | Andrea Montermini   | 9   | Ret | Ret | DNS | DSQ | Ret | NC  | Ret | 8   | 12  | Ret | Ret | Ret | Ret | Ret | Ret | Ret | 0        | -    |